# فبرين
اللِّيفين أو الفِبْرِينُ أو الفيبرين أو البُرُوتِينُ اللَّيْفِيُّ الدَّمَوِيُّ (بالإنجليزية: Fibrin)‏ بروتين ليفي له دور في تخثر الدم. يَنْتُجُ الليفين عن تَكَوْثُرِ عاملِ التخثر الأول (مُوَلِّدِ الليفين) بفعل عامل التخثر الثاني (بروتين التخثر أو الثُرُمْبِين). يُسْهِمُ الليفين بِمَعِيَّةِ الصُفَيْحات في تكوين سِدادةٍ إرقائية في موضع الجُرْح.
لليفين دور في العمليات الحيوية التالية: تجلط الدم، تنشيط الصفائح الدموية وبلمرة البروتين وتوصيل الإشارات داخل الخلية (توصيل الإشارة) (بالإنجليزية: Signal transduction)‏.

## دورها في الأمراض
إنتاج كمية كبيرة من الليفين يؤدي إلى تكون الخُثار (بالإنجليزية: thrombosis)‏ بينما إنتاج كمية قليلة تؤدي إلى النزيف (بالإنجليزية:  hemorrhage)‏ .
تعطل الكبد أو مرض الكبد يؤدي إلى نقص كمية الفبرينوجين أو إنتاج فبرينوجين غير طبيعي مع فعالية قليلة بالإنجليزية: خلل فيبرينوجين الدم. الفبرينوجين الوراثي الغير طبيعي يكون متأثير في عدد ونوعية الفبرينوجين متضمناً:- afibrinogenaemia, hypofibrinogenaemia, dysfibrinogenaemia, hypodysfibrinogenaemia.
مضاعفات عدم وجود الليفين تجعل الشخض لدية مرض الناعور.

## الفيزيولوجيا
الليفين الذي يكون من مصادر حيوانية مختلفة يشمل على جلايكوسليتيد مع الدايانتيرراري اسبارجين مرتبط بجلايكان.الاختلاف في نوع حَمْضُ السَّيَاليك بالإنجليزية: حمض السياليك.

## التركيب

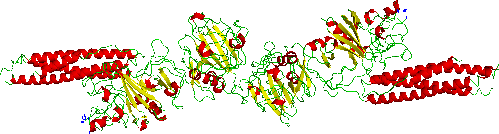
تركيب البلورة للجزء المضاعف من الليفين الإنساني

الصورة على اليمين توضح تركيب البلورة للجزء المضاعف من الليفين الإنساني مع لَجين (بالإنجليزية: ligand)‏. التركيب يتكون من ألفا حلزات (بالإنجليزية: helices)‏. التركيب الكيميائي للجين يتكون من أيونات الكالسيوم وألفا مانوز وجلوكوزامين.